# Cofana eburnea
Cofana eburnea är en insektsart som beskrevs av Walker 1857. Cofana eburnea ingår i släktet Cofana och familjen dvärgstritar. Inga underarter finns listade i Catalogue of Life.